# Nio Eve

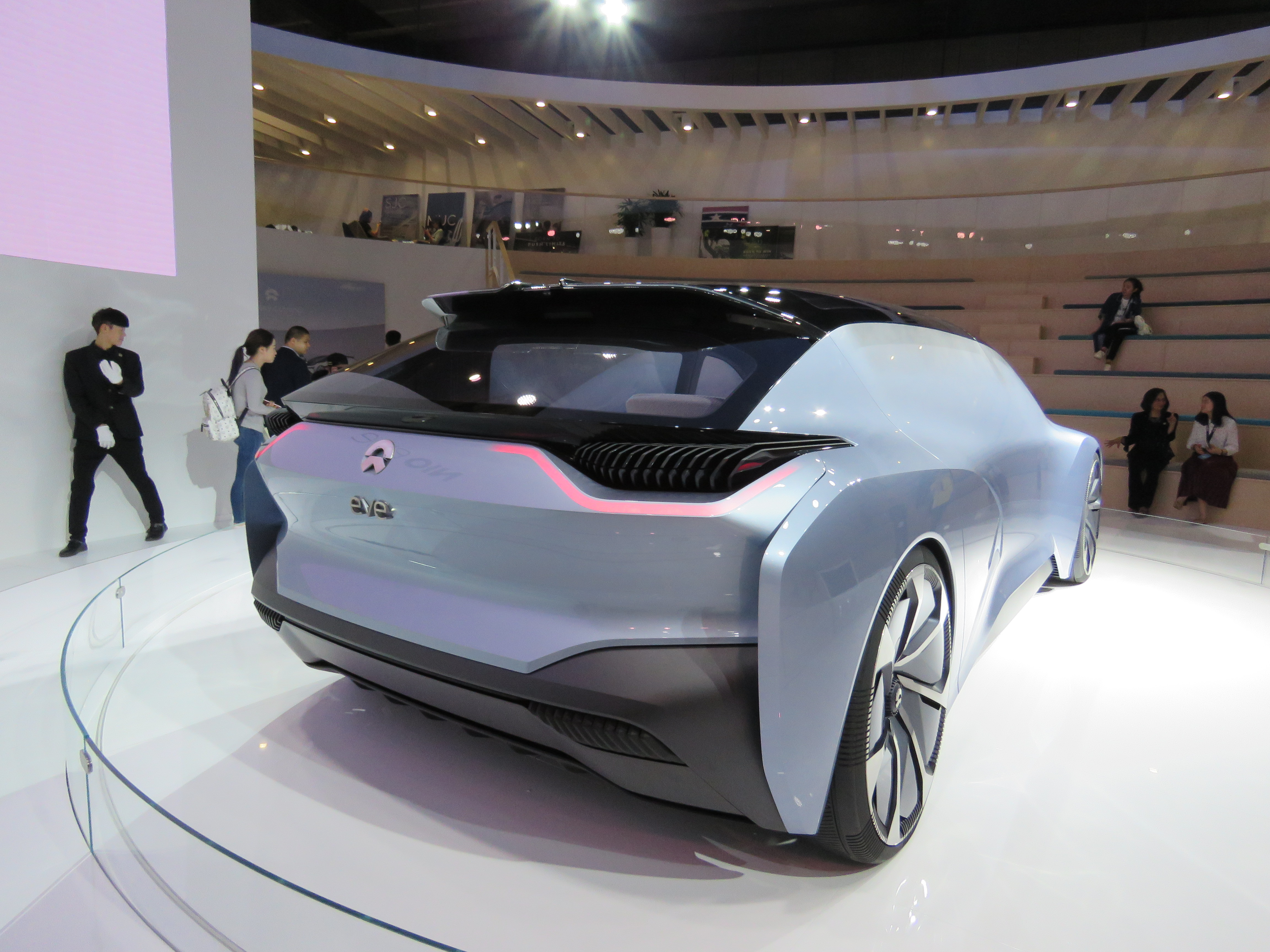
Вид сзади

Nio Eve — концепт-кар производства компании NIO, выпущенный в 2020 году. Дебютировал на выставке South by Southwest в 2017 году.

## Дизайн
Внешний вид автомобиля был спроектирован с учётом длинной колесной базы с короткими выступами, низкими сиденьями и большими колёсными дисками. Отличительными чертами являются X-bar, динамические колёсные диски и задние фонари. Поверхность автомобиля мгновенно создаёт непрозрачность. Отдельные раздвижные двери обеспечивают удобный вход в автомобиль.
Вместимость автомобиля составляет до шести человек, а интерьер отражает среду обитания. Основная зона отдыха в задней левой части салона состоит из двух сидений, расположенных лицом друг к другу, и раскладного столика. На одном из этих сидений установлен тактильный стационарный контроллер, позволяющий выполнять регулировки или взаимодействовать с окружающей обстановкой. В задней правой части салона расположена зона отдыха, позволяющая пассажиру откинуться для сна. Передняя часть салона, когда она автономна, имеет расширенное окно, которое проходит через весь автомобиль спереди назад. При ручном управлении автомобилем для управления автомобилем используется всплывающее рулевое колесо. Передняя часть также включает в себя открытый интерфейс, который включает в себя весь персонализированный контент водителя. Это заменяет обычную приборную панель. Верхняя часть лобового стекла используется ночью в качестве «космической обсерватории», показывая водителю и пассажирам созвездия, звёзды, луну и прочие планеты. У Eve также есть новые протоколы, которые работают совместно с окружающими. У Eve также есть датчики, позволяющие осознавать окружение во время вождения и распознавать другие транспортные средства.

## Особенности
Автомобиль использует систему NOMI, цифровой компаньон с искусственным интеллектом, который узнаёт о своём водителе и пассажире, чтобы удовлетворить их потребности. Варианты исполнения устройства находятся спереди и сзади. Полотно устройства представляет собой переднее лобовое стекло, на котором отображается любая соответствующая информация для водителя и пассажиров, а также используется для предоставления дополнительных возможностей. Здесь также отображаются любые достопримечательности в качестве предложения.